# Укиджа, Александр
Алекса́ндр Роже́р Укиджа́ (фр. Alexandre Roger Oukidja; род. 19 июля 1988[…], Невер) — алжирский футболист, вратарь клуба «Мец». Выступал за сборную Алжира.
Укиджа родился во Франции в семье алжирца и француженки.

## Клубная карьера

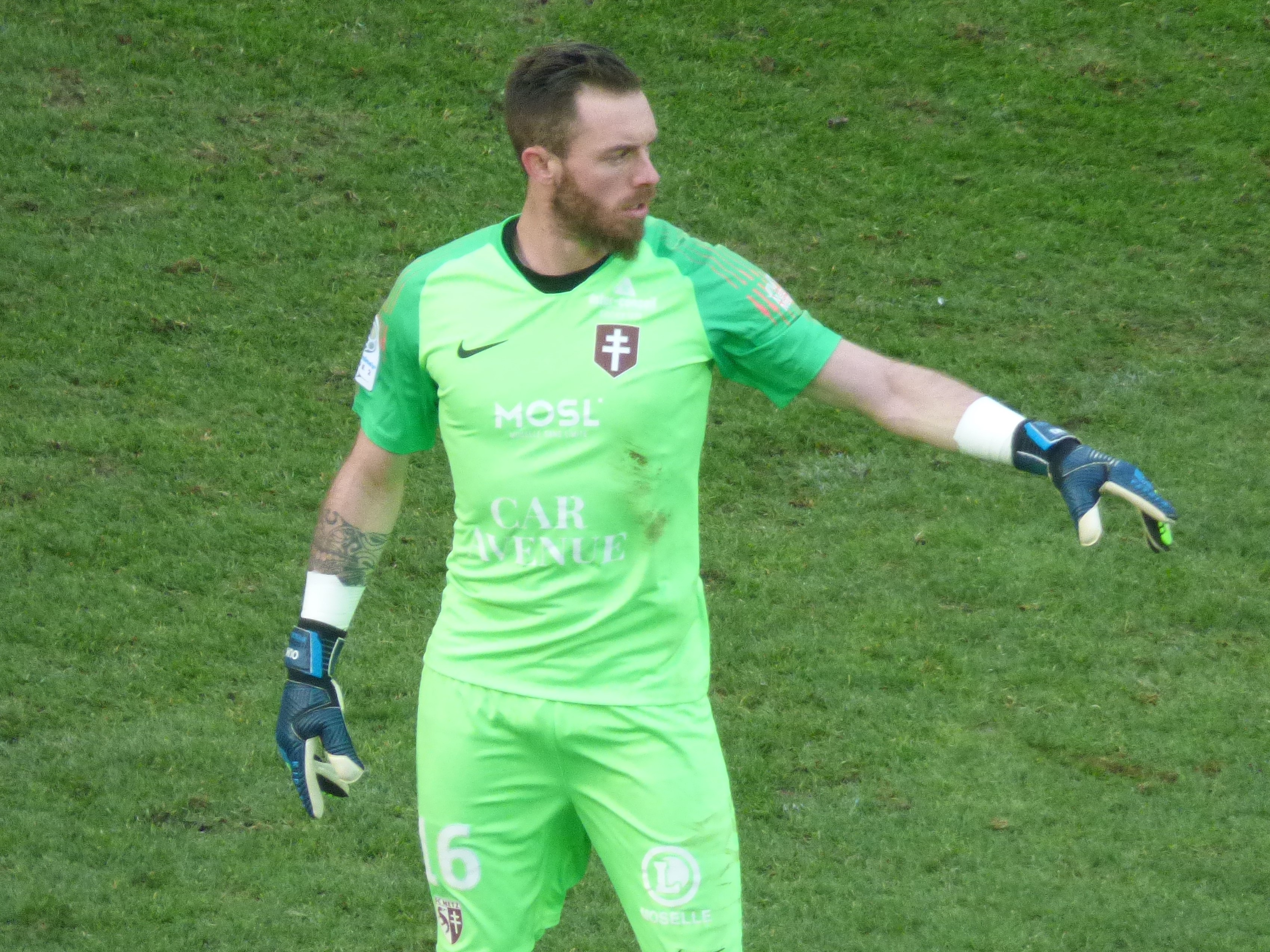
Укиджа в составе «Меца»

Укиджа начал профессиональную карьеру в клубе «Гёньон». В 2005 году в матче против «Монпелье» он дебютировал в Лиге 2. В 2006 году Александр перешёл в «Лилль», где в основном выступал за дублирующий состав. В начале 2012 году Укиджа на правах аренды выступал за «Авирон Байонна». Летом того же года Александр был арендован бельгийским «Мускрон-Перювельз». 22 августа в матче против «Брюсселя» он дебютировал в бельгийской Челлендж-лиге. Летом 2014 года Укиджа перешёл в «Страсбур». 31 октября в матче против «Авранша» он дебютировал за новую команду. В 2016 году Александр помог команде выйти в Лигу 2. По итогам сезона Укиджа помог клубу выйти в элиту. 2 декабря 2017 года в матче против «Пари Сен-Жермен» он дебютировал в Лиге 1.
Летом 2018 года Укиджа перешёл в «Мец». 30 июля в матче против «Бреста» он дебютировал за новый клуб. По итогам сезона Александр помог команде выйти в элиту.

## Международная карьера
26 марта 2019 года в товарищеский матч против сборной Туниса Укиджа дебютировал за сборную Алжира.. В том же году Александр выиграл Кубке африканских наций в Египте. На турнире он был запасным и на поле не вышел.
В 2022 году Укиджа во второй раз принял участие в Кубке Африки 2021 в Камеруне. На турнире он был запасным и не сыграл.

## Достижения
Алжир
- Обладатель Кубка африканских наций: 2019